# Izaäk Albertus Houck
Izaäk Albertus Houck (Deventer, 10 september 1849 – Zutphen, 10 januari 1934) was een Nederlands componist.
Hij was zoon van grondeigenaar Wilhelm Conraed Houck en Albertina Geertruide Henriëtta van Delden. Hij was getrouwd met Woltera van Lennep, dochter van geneesheer Egbert Cornelis Christiaan van Lennep en Harmina Coops. Het echtpaar werd te Diepenveen begraven, alwaar zij hun laatste levensjaren doorbrachten aan de Raalterweg 53 (Kranenkamp).
Hij kreeg pianolessen van J.J. Arentz in Deventer en vertrok na het plaatselijk gymnasium voltooid te hebben naar Leiden. Hij werd er student natuur- en scheikunde, maar volgde ook pianoles bij Adrianus Jacobus Wetrens. Hij keerde in 1874 terug naar Deventer alwaar hij nog contrapunt en compositieleer studeerde bij Cornelis Alijander Brandts Buys. Hij deed daarbij ook aan zelfstudie. Hij verdiepte zich in compositie, pianospel en muziekgeschiedenis. Van zijn hand verschenen ook publicaties in (muziek-)tijdschriften.
Hij ontving in 1886 en 1890 de erepremie van de Maatschappij tot Bevordering der Toonkunst. Hij was lid van het Genootschap van Nederlandse componisten.
Hij zou ongeveer negentig werken hebben gecomponeerd:
- opus 1: Drie sonatines in G, D en Es majeur, tweehandig piano
- opus 2: Sonate in A majeur, tweehandig piano
- opus 3: Sechs Lieder, zangstem en piano
- opus 4: Zwei Lieder, zangstem en piano
- opus 5: Toonstuk, tweehandig piano
- opus 6: Landleben, zes karakterstukken, tweehandig piano
- opus 7: Fantasiestuk, tweehandig piano
- opus 8: Zwei Impromptus, tweehandig piano
- opus 9: Zwei Cantilene, cello en piano
- opus 10: Weemoed en hope, koor en piano
- opus 11: Drei Lieder, zangstem en piano
- opus 12: Das Meer, tweehandig piano
- opus 13: Vier Lieder, zangstem en piano
- opus 14 (?)[1]
- opus 15: Onze kinderjaren, tweehandig piano
- opus 16; Dramatische ouverture, orkest en versie vierhandig piano
- opus 17: Steppenmuziek, orkest en versie vierhandig piano
- opus 18: Drie marsen, vierhandig piano
- opus 19: Romeeinsche Triumftocht, orkest tevens versie vierhandig piano
- opus 20: Rübezahl, koor en piano
- opus 21: Sonate in B majeur, tweehandig piano
- opus 22: Pianotrio in D majeur, pianotrio (uit 1880)
- opus 23: Noordzee, mannenkoor
- opus 24: Drie klavierstukken, tweehandig piano
- opus 25: Drie karakterstukken, cello en piano
- opus 26: Vier klavierstukken, tweehandig piano
- opus 27: Drie walsen, vierhandig piano
- opus 28: Drei Lieder, zangstem en piano
- opus 29: Symfonie in (F majeur), tevens versie vierhandig piano
- opus 30: Drie liederen, zangstem en piano
- opus 31: Strijktrio in G majeur, voor viool, altviool, cello (werd nog uitgevoerd in 2014 door Prisma Strijktrio)
- opus 32: Ballade, tweehandig piano
- opus 33: Drie liederen, koor en piano
- opus 34: Gesangscene, viool en piano
- opus 35: Sonate in As majeur, tweehandig piano
- opus 36: Drie liederen, zangstem en piano
- opus 37: Suite oriëntale, orkest tevens versie vierhandig piano
- opus 38( ?): Twee mannenkoren
- opus 38 (?): Aubade, fluit hoorn en harp
- opus 39: Miniaturen, tweehandig piano
- opus 40: De zwaan van Adrichem, koor en orkest
- opus 41: Lente-ouverture, orkest tevens versie vierhandig piano
- opus 42: Pianotrio in e mineur, pianotrio (uit 1885)
- opus 43: Jeugd, zes kleine klavierstukken vierhandig piano voor kinderen
- opus 44: Symfonie in C majeur tevens versie vierhandig piano
- opus 45: Sonate in As majeur, tweehandig piano

- opus 46: Twee soldatenliederen, zangstem en piano
- opus 47: Herodes, toneelmuziek, met Herodesouverture, tevens versie vierhandig piano
- opus 48 (?): Strijkkwartet in B majeur
- opus 48 (?): Strijkkwartet in G majeur
- opus 49: Sonate in G majeur, viool en piano of cello en piano
- opus 50: Waterreus, koor en orkest, met Waterreusouverture
- opus 51: Drie concertfantasieën, tweehandig piano
- opus 52: Lass die Rose schlammen, dameskoor en piano
- opus 53: Octet, klarinet, 2 hoorns, fagot, 2 violen, altviool en cello
- opus 54: Andreas, koor en orkest; Drie vrouwenkoren voor dameskoor en orkest
- opus 55: Landelijke suite, orkest
- opus 56: Zes liederen, zangstem en piano
- opus 57: Sonate in f mineur
- opus 59: Vier Lieder, zangstem en piano
- opus 60: Impromptu wals, tweehandig piano
- opus 61: Symfonische ballade tevens versie vierhandig piano
- opus 62: Strijkkwartet in A majeur (bewerking van opus 53 Octet
- opus 63: Feestouverture, orkest tevens versie vierhandig piano
- opus 64: Concert voor piano en orkest of twee piano’s onbegeleid
- opus 65: Pianotrio in A majeur, pianotrio (uit 1892)
- opus 66: Zes tweestemmige liederen, sopraan, alt en piano
- opus 67: Hollandse rapsodie, tweehandig piano
- opus 68: Sonate in a mineur, viool en piano, of cello en piano
- opus 69: Kassandra, toneelauditorium in een eenakter, met Kassandra-ouverture tevens versie vierhandig piano; uitgevoerd door de Nederlandse Opera onder leiding van Cornelis van der Linden.
- opus 70: Hexameron, zes stukken voor tweehandig piano
- opus 71: Twee liederen, zangstem en piano
- opus 72: Olga, toneelmuziek in vier bedrijven, met Olga-ouverture
- opus 73: Russisch Balletdivertissement, voor orkest
- opus 74: Vijf geestelijke zangen, a capella koor
- opus 75: Waltherlied, een monodrama
- opus 76: Etudes, tweehandig piano
- opus 77: Acht kleine pianostukken voor kinderen (uit 1099-1903 met titels als Wals voor Albertine, Soldatenmars, Berendans en Twee kleingheden
- opus 78: Sonate in A majeur, cello en piano
- opus 79: Drie walsen, tweehandig piano
- opus 80: Het oude lied, zangstem en piano
- opus 81: strijkkwartet (d klein)
- opus 82: Suite (Prelude, Romance, Capriccio en Mars), tweehandig piano
- opus 83: O lieflijk huis, zangstem en piano en cello
- opus 84: Zes fuga’s, tweehandig piano
- opus 85: Het lied der planeten, koor en orkest, met prelude en fuga daaruir
- opus 86: Sonate in e mineur, cello en piano
- opus 87: Zes kinderliederen, zangstem en piano
- opus 88: Notturne, viool/althobo en piano
- Verzameling van Nederlandse volksliederen
- Verzameling van Nederlandse volksliederen uit vroegeren tijd

Bijna al deze werken worden al genoemd in de Letzergids, die in 1913 verscheen. Daarna zijn dus bijna geen composities meer van hem verschenen.
- International Standard Name Identifier: 0000 0000 5451 5086
- Library of Congress Control Number: no2008086917
- Nederlandse Thesaurus van Auteursnamen: 070090130
- Virtual International Authority File: 7203712
- WorldCat: E39PBJgMFcY3bwYq9PMf8yR9Xd